# Опсада Лисабона
Опсаду Лисабона извршили су крсташи и Португалци током Другог крсташког рата 1147. године. Резултирала је хришћанским освајањем Лисабона који ће постати престоница Краљевине Португал.

## Увод
За почетак Реконкисте узима се битка код Ковадонге из 722. године у којој је астурски краљ Пелајо нанео први пораз Маварима. Након Првог крсташког рата, папа Паскал II наложио је хришћанским владарима у Шпанији (Португал, Кастиља, Леон, Арагон и др.) да остану код куће где је њихова борба против муслимана сматрана једнако вредном као борба крсташа на Леванту. Пад грофовије Едесе изазвао је покретање новог крсташког рата (1144). Папа Еуген III прогласио крсташки рат и на Иберијском полуострву. Такође, Еуген је овластио Алфонса VII од Леона и Кастиље да поведе кампању против Мавара на Иберијском полуострву изједначавајући шпанску реконкисту са Другим крсташким ратом. Маја 1147. године контингент крсташа (200 бродова) који је из Дартмута у Енглеској кренуо ка Светој земљи, приморан је да своје бродове заустави на португалској обали, у граду Порто. Контингент се састојао од фламанских, фризијских, норманских, енглеских и шкотских крсташа. Предводио их је Хенри Гленвил. Ту су се састали са Алфонсом I Португалским. Он им је понудио да за њега нападну Лисабон. Новац од пљачке припао би крсташима.

## Опсада
Опсада је започела 1. јула. Хришћани су убрзо запосели околне територије. После четири месеца, Мавари су пристали да предају град (21. октобар). Дана 25. октобра крсташи су ушли у град. Према закљученом споразуму, муслиманским војницима обећано је да ће им живот бити поштеђен, а имовина сачувана. Већина муслиманског становништва напустила је Лисабон. Остали су прогнани или преобраћени у хришћанство. Џамије су претваране у цркве. Већина крсташа настанила се у граду чиме је повећан број хришћана на Иберијском полуострву.